# Terukuni-jinja

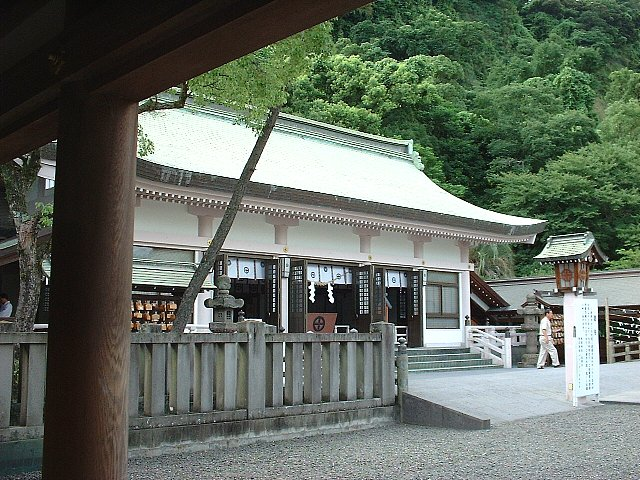
Entrée du sanctuaire.

Le Terukuni-jinja (照国神社) est un sanctuaire shinto situé dans la ville de Kagoshima, préfecture de Kagoshima, au Japon. Ce sanctuaire est considéré comme un lieu de résidence pour le kami de Shimazu Nariakira dont le nom posthume est Terukuni Daimyōjin (照国大明神).

## Histoire

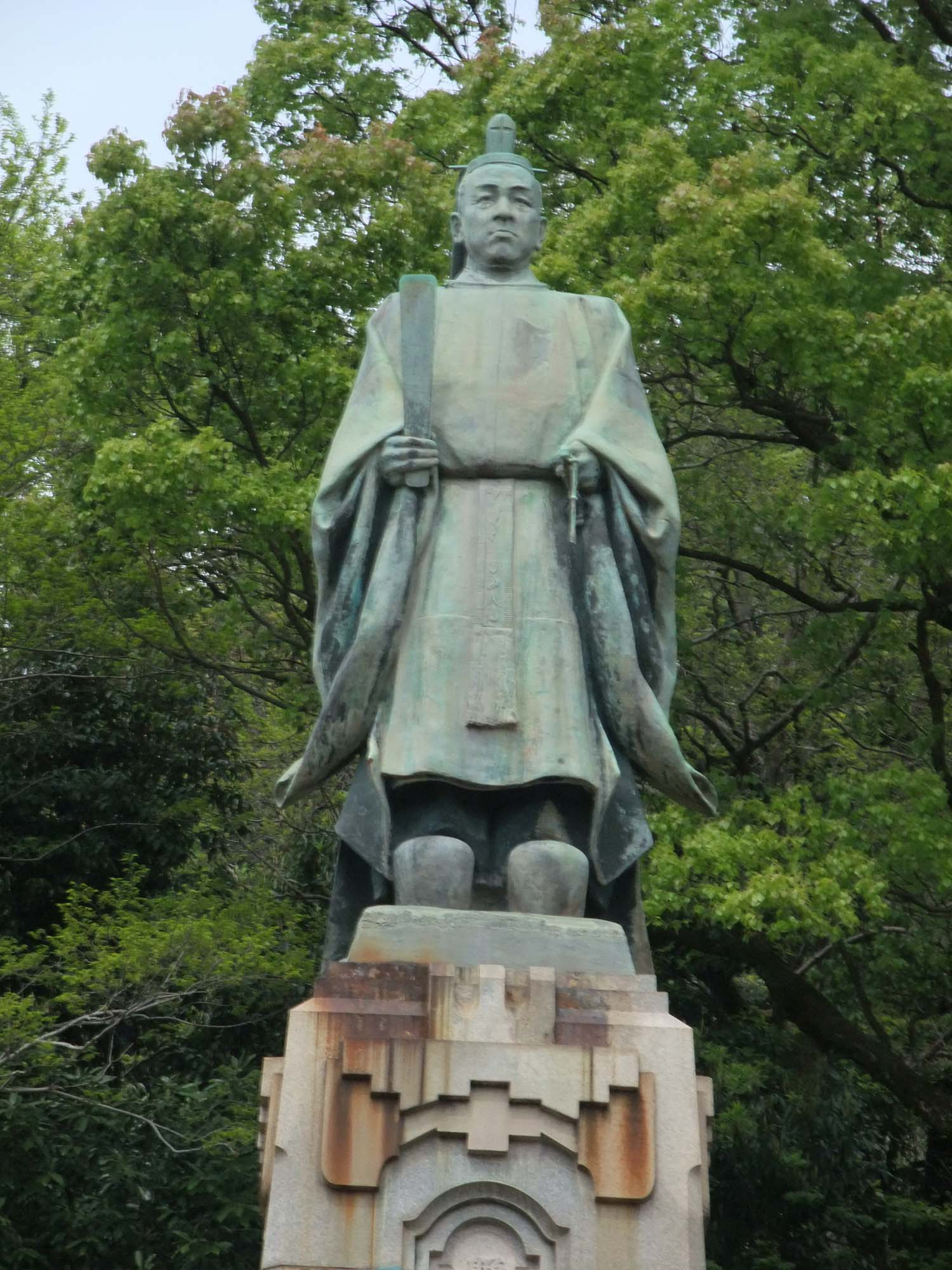
Statue de Shimazu Nariakira.

Le sanctuaire est fondé à Kyushu en 1882 durant l'ère Meiji. 
Cette classe de sanctuaires (bekkaku kanpeisha) est établie en 1872 (Meiji 5) pour la vénération des kamis qui étaient sujets ordinaires de l'empereur durant leur vie. Seul un très petit nombre de sanctuaires ont été désignés comme tels.

### Sources
- Daniel Clarence Holtom, The Political Philosophy of Modern Shinto: a Study of the State of Religion of Japan, Tokyo, The Asiatic Society of Japan, 1922 (OCLC 503421997).
- Richard Ponsonby-Fane, Visiting Famous Shrines in Japan, Kyoto, Ponsonby-Fane Memorial Society, 1964 (OCLC 1030156).